# Pylaisiadelpha yokohamae
Pylaisiadelpha yokohamae är en bladmossart som beskrevs av William Russell Buck 1984. Pylaisiadelpha yokohamae ingår i släktet Pylaisiadelpha och familjen Sematophyllaceae. Inga underarter finns listade i Catalogue of Life.